# Alice T.
Alice T. è un film del 2018 diretto da Radu Muntean.